# Orientogomphus naninus
Orientogomphus naninus – gatunek ważki z rodziny gadziogłówkowatych (Gomphidae). Znany z dwóch stanowisk w prowincji Lạng Sơn w północno-wschodnim Wietnamie.